# Castellani House (Гайана)
Музей «Castellani House» (англ. Castellani House — National Art Gallery, Guyana) — художественный музей в городе Джорджтаун (Гайана), в котором с 1993 года размещается Национальная художественная галерея страны; здание расположено на углу улиц Влиссенген-роуд и Хоместретч-авеню, оно было построено по проекту мальтийского архитектора Сезара Кастеллани в период между 1879 и 1882 годами — как резиденция для колониальных правительственных учреждений; представляет постоянную художественную коллекцию и проводит временные выставки произведений современного искусства, созданного региональными авторами.

## История и описание
Музей «Castellani House» был открыт в одноимённом особняке XIX века в 1993 году — он стал Национальной художественной галереей Гайаны. Музейное здание было построено в Джорджтауне как резиденция для местной колониальной администрации: масштабное сооружение, расположенное на углу улиц Влиссенген-роуд и Хоместретч-авеню, было спроектировано мальтийским архитектором Сезаром Кастеллани (ум. 1905); он также и наблюдал за ходом строительства, продолжавшегося в период между 1879 и 1882 годами. Для Кастеллани это был уже не первый проект в регионе: к тому моменту он уже был известен как «плодотворный» архитектор (колониальной эпохи) в Британской Гвиане.
Здание не задумывалось как правительственная резиденция: первоначально это был проект дома для ботаника Джорджа Самуэля Дженмана (1845—1902). Однако Дженман, неудовлетворенный первоначальным дизайном, отказывался переезжать в здание до тех пор, пока в него не будут внесены изменения, которых он требовал. Перестройка дома была завершена в 1882 году и в том же году заказчик занял свою резиденцию. После смерти Дженмана, «Дом Кастеллани» стал использоваться в качестве официальной резиденции для глав местного департамента сельского хозяйства.
Уже в XX веке, в 1942 году, здание было расширено за счёт добавления третьего этажа — изначально дом был двухэтажный. Затем, в 1965 году, гайанский архитектор Хью МакГрегор Рид внес дополнительные изменения в конструкцию здания. После чего, в период с 1965 по 1985 год, здание являлось официальной резиденцией премьер-министра Форбса Бернхэма и его первой леди Виолы Бернхэм. В течение всего этого времени дом был известен просто как «Резиденция». С 1985 года здание пустовало, пока — после капитального ремонта — в нём не открылся музей. Первым куратором новой художественной галереи стал Эверли Остин, занимавший данный пост в 1994—1996 годах; его сменила Эльфрида Биссембер. Коллекция «Castellani House» содержит более 700 произведений искусства, включая работы как колониального периода, так и произведения современного искусства. Кроме того, в галерее проводятся временные выставки современных авторов — преимущественно, местных и региональных.